# Salvelinus tolmachoffi
Salvelinus tolmachoffi es una especie de pez de la familia Salmonidae en el orden de los Salmoniformes.

## Morfología
Los machos pueden llegar alcanzar los 37 cm de longitud total.

## Hábitat
Vive en zonas de  aguas dulces templadas.

## Distribución geográfica
Se encuentra en Rusia.